# 194 mm/45 Model 1887
194 mm/45 Model 1887 — 194-миллиметровое корабельное артиллерийское орудие, разработанное и производившееся в Франции. Состояло на вооружении ВМС Франции. Им были вооружены броненосные крейсера «Дюпюи-де-Лом» и четыре единицы типа «Амираль Шарне».

## Конструкция
Орудия изготавливались по скреплённой технологии. Относительно тонкостенная внутренняя труба на всем протяжении скреплялась цилиндрами. Затвор поршневой с секторной нарезкой. Пушки на крейсерах устанавливались в одноорудийных башнях небольшого размера. Погоня за малым размером и весом привела к тому, что башни были не сбалансированы. Это потребовало ввести специальный станок с гидравлическим приводом вертикального наведения. Степень механизации была незначительной, большинство операций, включая заряжание, производились вручную. Тем не менее, башни и орудия продемонстрировали в ходе эксплуатации высокую степень надёжности. Крейсер «Латуш-Тревиль» получил сбалансированные башни и впервые во французском флоте был оснащён электрическими приводами вместо гидравлических.